# Cladiscophleps ramulosa
Cladiscophleps ramulosa är en tvåvingeart som beskrevs av Günther Enderlein 1912. Cladiscophleps ramulosa ingår i släktet Cladiscophleps och familjen Richardiidae. Inga underarter finns listade i Catalogue of Life.